# Patrick Nwadike
Patrick Emeka Nwadike (Stoccolma, 29 agosto 1998) è un calciatore svedese, difensore dello Spartak Trnava.

## Carriera
Cresciuto nel settore giovanile del Landskrona BoIS, dopo un'esperienza all'IK Wormo, il 22 marzo 2019 viene nuovamente tesserato con un biennale dal Landskrona. Il 16 dicembre 2020 firma un triennale con il Sirius; l'11 settembre 2021 riporta la rottura del ginocchio sinistro, che lo costringe a uno stop forzato di un anno. Ciononostante, il 13 aprile 2022 prolunga con i nerazzurri fino al 2025.
Arrivato alla scadenza del contratto dopo aver rifiutato il rinnovo, il 9 giugno 2025 lascia il club e undici giorni più tardi viene tesserato dallo Spartak Trnava, con cui firma un biennale.

## Statistiche

### Presenze e reti nei club
Statistiche aggiornate al 12 luglio 2025.
| Stagione               | Club                   | Campionato             | Campionato | Campionato | Coppe nazionali | Coppe nazionali | Coppe nazionali | Coppe continentali | Coppe continentali | Coppe continentali | Supercoppe | Supercoppe | Supercoppe | Totale | Totale |
| Stagione               | Club                   | Comp                   | Pres       | Reti       | Comp            | Pres            | Reti            | Comp               | Pres               | Reti               | Comp       | Pres       | Reti       | Pres   | Reti   |
| ---------------------- | ---------------------- | ---------------------- | ---------- | ---------- | --------------- | --------------- | --------------- | ------------------ | ------------------ | ------------------ | ---------- | ---------- | ---------- | ------ | ------ |
| giu.-nov. 2019         | Landskrona BoIS        | D1                     | 17+2       | 2          | CS              | 0               | 0               | -                  | -                  | -                  | -          | -          | -          | 19     | 2      |
| 2020                   | Landskrona BoIS        | ET                     | 24         | 4          | CS              | 1               | 0               | -                  | -                  | -                  | -          | -          | -          | 25     | 4      |
| Totale Landskrona BoIS | Totale Landskrona BoIS | Totale Landskrona BoIS | 41+2       | 6          |                 | 1               | 0               |                    | -                  | -                  |            | -          | -          | 44     | 6      |
| 2021                   | Sirius                 | A                      | 11         | 0          | CS              | 3               | 0               | -                  | -                  | -                  | -          | -          | -          | 14     | 0      |
| 2022                   | Sirius                 | A                      | 5          | 1          | CS              | 0               | 0               | -                  | -                  | -                  | -          | -          | -          | 5      | 1      |
| 2023                   | Sirius                 | A                      | 9          | 0          | CS              | 3               | 2               | -                  | -                  | -                  | -          | -          | -          | 12     | 2      |
| 2024                   | Sirius                 | A                      | 22         | 0          | CS              | 0               | 0               | -                  | -                  | -                  | -          | -          | -          | 22     | 0      |
| gen.-lug. 2025         | Sirius                 | A                      | 0          | 0          | CS              | 0               | 0               | -                  | -                  | -                  | -          | -          | -          | 0      | 0      |
| Totale Sirius          | Totale Sirius          | Totale Sirius          | 47         | 1          |                 | 6               | 2               |                    | -                  | -                  |            | -          | -          | 53     | 3      |
| 2025-2026              | Spartak Trnava         | SL                     | 0          | 0          | CS              | 0               | 0               | UEL                | 1                  | 0                  | -          | -          | -          | 1      | 0      |
| Totale carriera        | Totale carriera        | Totale carriera        | 33         | 3          |                 | 9               | 1               |                    | 1                  | 0                  |            | -          | -          | 46     | 4      |